# Jorja Smith

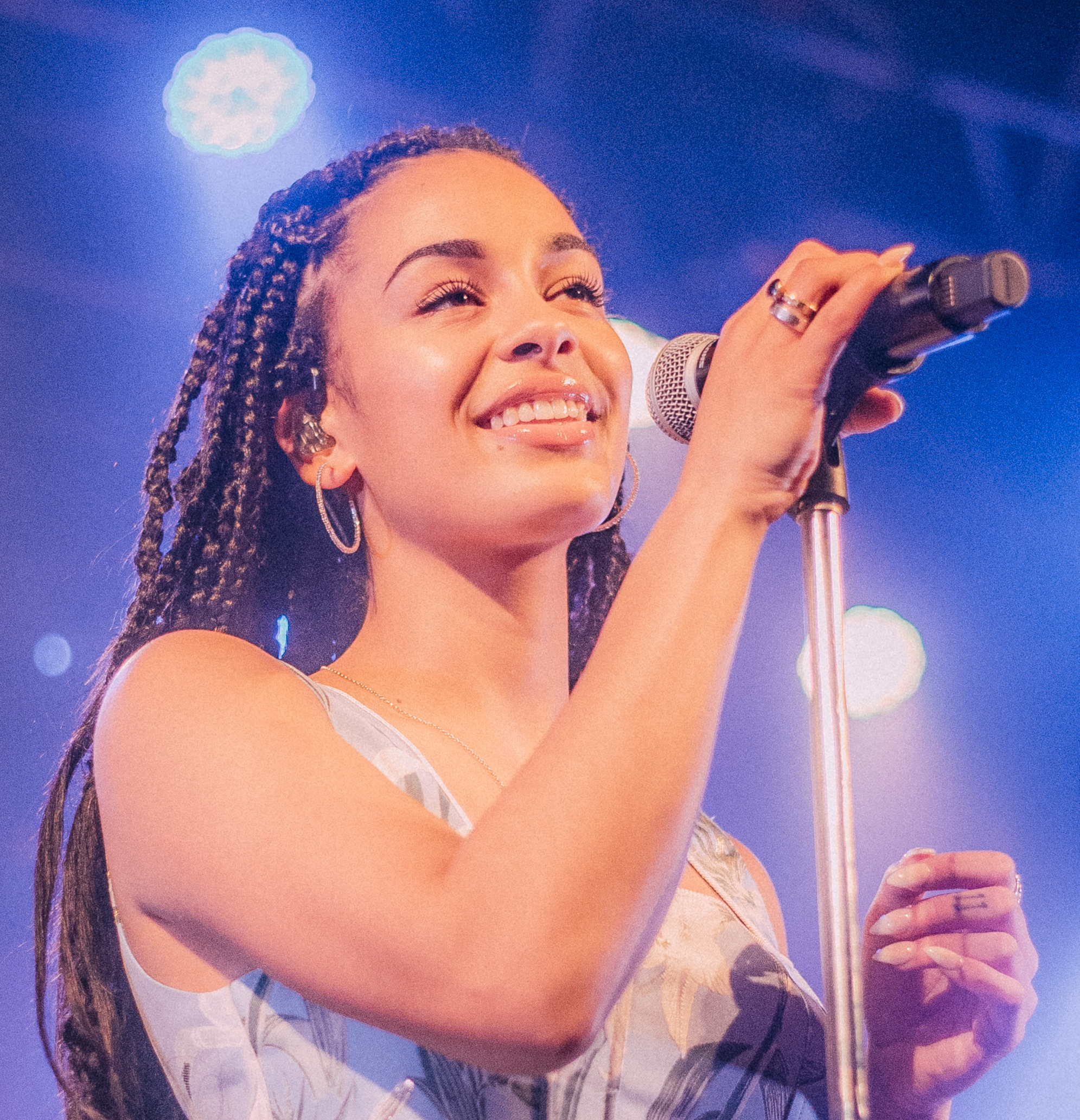
Jorja Alice Smith (2018)

Jorja Alice Smith (* 11. Juni 1997 in Walsall, West Midlands, England) ist eine britische Sängerin. Ihr musikalischer Stil wurde mit dem von Adele, Alicia Keys und FKA twigs verglichen.

## Biografie
Smith, deren Vater Mitglied einer Neo-Soul-Band war, wuchs in einem musikalischen Umfeld auf. Zunächst lernte sie Klavier spielen, dann auch Oboe. Während ihrer Schulzeit erhielt sie klassischen Gesangsunterricht. Sie nahm an einem Musikkollektiv teil und begann, online Musik zu veröffentlichen.
Im Januar 2016 erschien Smiths erste Veröffentlichung Blue Lights auf der Plattform SoundCloud; zu dieser Zeit war Smith 18 Jahre alt. Es folgten A Prince mit Maverick Sabre und Where Did I Go?, das der Rapper Drake in einem Interview als seinen seinerzeitigen Lieblingssong bezeichnete; im selben Jahr begleitete Smith Drake auf seiner UK-Tour. Im November 2016 erschien die EP Project 11 mit vier Songs.
2017 wurde Smith in der britischen Presse als aufstrebender Star gefeiert. Sie war einer der 15 Künstler auf der Auswahlliste Sound of 2017 der BBC und belegte abschließend den vierten Platz. Im März 2017 war Smith auf zwei Titeln des Albums More Life von Drake zu hören. Im gleichen Monat erschien ihre Single Beautiful Little Fools, eine Referenz an Der große Gatsby. Im Juni 2018 erschien ihr Debütalbum Lost & Found. Sie trat 2022 bei Jazzopen Stuttgart auf.

## Preise und Auszeichnungen
Nachdem bereits ihr Song Blue Lights bei den MOBO Awards 2016 in der Kategorie „Best Song“ nominiert worden war, wurde Smith selbst bei den MOBO Awards 2017 in der Kategorie „Best Female“ nominiert. Im Januar 2018 gewann Smith den Critics’ Choice Award bei den BRIT Awards; im darauffolgenden Monat trat sie mit Rag ’n’ Bone Man bei der Preisverleihung auf. Im Februar 2019 gewann sie den Brit Award in der Kategorie Beste britische Solokünstlerin.

## Diskografie

### Studioalben
| Jahr | Titel Musiklabel                     | Höchstplatzierung, Gesamtwochen, AuszeichnungChartplatzierungen (Jahr, Titel, Musiklabel, Platzierungen, Wochen, Auszeichnungen, Anmerkungen) | Höchstplatzierung, Gesamtwochen, AuszeichnungChartplatzierungen (Jahr, Titel, Musiklabel, Platzierungen, Wochen, Auszeichnungen, Anmerkungen) | Höchstplatzierung, Gesamtwochen, AuszeichnungChartplatzierungen (Jahr, Titel, Musiklabel, Platzierungen, Wochen, Auszeichnungen, Anmerkungen) | Höchstplatzierung, Gesamtwochen, AuszeichnungChartplatzierungen (Jahr, Titel, Musiklabel, Platzierungen, Wochen, Auszeichnungen, Anmerkungen) | Höchstplatzierung, Gesamtwochen, AuszeichnungChartplatzierungen (Jahr, Titel, Musiklabel, Platzierungen, Wochen, Auszeichnungen, Anmerkungen) | Anmerkungen                              |
| Jahr | Titel Musiklabel                     | DE | AT | CH | UK | US | Anmerkungen                              |
| ---- | ------------------------------------ | --- | --- | --- | --- | --- | ---------------------------------------- |
| 2018 | Lost & Found FAMM (The Orchard)      | DE61 (1 Wo.)DE | — | CH9 (3 Wo.)CH | UK3 Gold · (29 Wo.)UK | US41 (2 Wo.)US | Erstveröffentlichung: 8. Juni 2018       |
| 2023 | Falling or Flying FAMM (The Orchard) | DE56 (1 Wo.)DE | AT44 (1 Wo.)AT | CH8 (2 Wo.)CH | UK3 (2 Wo.)UK | — | Erstveröffentlichung: 29. September 2023 |

### EPs
| Jahr | Titel Musiklabel                 | Höchstplatzierung, Gesamtwochen, AuszeichnungChartplatzierungen (Jahr, Titel, Musiklabel, Platzierungen, Wochen, Auszeichnungen, Anmerkungen) | Höchstplatzierung, Gesamtwochen, AuszeichnungChartplatzierungen (Jahr, Titel, Musiklabel, Platzierungen, Wochen, Auszeichnungen, Anmerkungen) | Höchstplatzierung, Gesamtwochen, AuszeichnungChartplatzierungen (Jahr, Titel, Musiklabel, Platzierungen, Wochen, Auszeichnungen, Anmerkungen) | Höchstplatzierung, Gesamtwochen, AuszeichnungChartplatzierungen (Jahr, Titel, Musiklabel, Platzierungen, Wochen, Auszeichnungen, Anmerkungen) | Anmerkungen                        |
| Jahr | Titel Musiklabel                 | DE | CH | UK | US | Anmerkungen                        |
| ---- | -------------------------------- | --- | --- | --- | --- | ---------------------------------- |
| 2021 | Be Right Back FAMM (The Orchard) | DE94 (1 Wo.)DE | CH33 (2 Wo.)CH | UK9 (2 Wo.)UK | — | Erstveröffentlichung: 14. Mai 2021 |

Weitere EPs
- 2016: Project 11

### Singles
| Jahr | Titel Album                     | Höchstplatzierung, Gesamtwochen, AuszeichnungChartplatzierungen (Jahr, Titel, Album, Platzierungen, Wochen, Auszeichnungen, Anmerkungen) | Höchstplatzierung, Gesamtwochen, AuszeichnungChartplatzierungen (Jahr, Titel, Album, Platzierungen, Wochen, Auszeichnungen, Anmerkungen) | Höchstplatzierung, Gesamtwochen, AuszeichnungChartplatzierungen (Jahr, Titel, Album, Platzierungen, Wochen, Auszeichnungen, Anmerkungen) | Höchstplatzierung, Gesamtwochen, AuszeichnungChartplatzierungen (Jahr, Titel, Album, Platzierungen, Wochen, Auszeichnungen, Anmerkungen) | Anmerkungen                                           |
| Jahr | Titel Album                     | DE | CH | UK | US | Anmerkungen                                           |
| --- | ------------------------------- | --- | --- | --- | --- | ----------------------------------------------------- |
| 2017 | On My Mind Lost & Found         | — | — | UK54 Platin · (10 Wo.)UK | US— GoldUS | Erstveröffentlichung: 31. Oktober 2017 mit Preditah   |
| 2018 | Let Me Down Lost & Found        | — | — | UK34 Gold · (10 Wo.)UK | — | Erstveröffentlichung: 18. Januar 2018 feat. Stormzy   |
| 2018 | I Am Lost & Found               | — | — | UK62 (3 Wo.)UK | — | Erstveröffentlichung: 15. Februar 2018                |
| 2019 | Don’t Watch Me Cry Lost & Found | — | — | UK73 Silber · (2 Wo.)UK | — | Erstveröffentlichung: 15. Februar 2019                |
| 2019 | Be Honest –                     | — | CH51 (3 Wo.)CH | UK8 Platin · (16 Wo.)UK | — | Erstveröffentlichung: 16. August 2019 feat. Burna Boy |
| 2020 | By Any Means –                  | — | — | UK89 (1 Wo.)UK | — | Erstveröffentlichung: 31. Juli 2020                   |
| 2020 | Come Over –                     | — | — | UK35 Gold · (9 Wo.)UK | — | Erstveröffentlichung: 2. Oktober 2020 feat. Popcaan   |
| 2021 | Addicted Be Right Back          | — | — | UK46 Silber · (12 Wo.)UK | — | Erstveröffentlichung: 12. März 2021                   |
| 2021 | Gone Be Right Back              | — | — | UK79 (1 Wo.)UK | — | Erstveröffentlichung: 19. April 2021                  |
| 2021 | Bussdown Be Right Back          | — | — | UK56 (2 Wo.)UK | — | Erstveröffentlichung: 13. Mai 2021 feat. Shaybo       |
| 2023 | Try Me –                        | — | — | UK60 (1 Wo.)UK | — | Erstveröffentlichung: 14. April 2023                  |
| 2023 | Little Things Falling or Flying | — | — | UK11 Platin · (22 Wo.)UK | — | Erstveröffentlichung: 19. Mai 2023                    |
| 2023 | Stay Another Day –              | — | — | UK16 (6 Wo.)UK | — | Erstveröffentlichung: 9. November 2023                |
| 2025 | The Way I Love You –            | — | — | UK39 (10 Wo.)UK | — | Erstveröffentlichung: 2. Mai 2025                     |
| 2025 | With You –                      | — | — | UK95 (1 Wo.)UK | — | Erstveröffentlichung: 24. Juli 2025                   |
| Folgende Lieder erschienen nicht als Single, wurden aber durch das Album zum Download und Streaming bereitgestellt und konnten somit eine Platzierung erlangen: |                                 | | | | |                                                       |
| |                                 | | | | |                                                       |
| 2018 | Blue Lights Lost & Found        | — | — | UK38 Platin · (9 Wo.)UK | — | Charteinstieg: 21. Juni 2018                          |
| 2018 | February 3rd Lost & Found       | — | — | UK75 (1 Wo.)UK | — | Charteinstieg: 21. Juni 2018                          |
| 2018 | Teenage Fantasy Lost & Found    | — | — | UK77 Silber · (1 Wo.)UK | — | Charteinstieg: 21. Juni 2018                          |
| 2023 | Feelings Falling or Flying      | — | — | UK50 (1 Wo.)UK | — | Charteinstieg: 12. Oktober 2023 feat. J Hus           |

Weitere Singles
- 2016: A Prince (feat. Maverick Sabre)
- 2016: Where Did I Go? (UK: Silber)
- 2016: Beautiful Little Fools
- 2017: Tyrant (feat. Kali Uchis, US: Gold)
- 2017: Spotify Singles (nur digital, mit den Titeln Teenage Fantasy und Lost, einer Coverversion eines Songs von Frank Ocean)[5]
- 2018: The One (UK: Silber)
- 2021: Nobody But You (mit Sonder, UK: Silber, US: Gold)

### Gastbeiträge
| Jahr | Titel Album                              | Höchstplatzierung, Gesamtwochen, AuszeichnungChartplatzierungen (Jahr, Titel, Album, Platzierungen, Wochen, Auszeichnungen, Anmerkungen) | Höchstplatzierung, Gesamtwochen, AuszeichnungChartplatzierungen (Jahr, Titel, Album, Platzierungen, Wochen, Auszeichnungen, Anmerkungen) | Höchstplatzierung, Gesamtwochen, AuszeichnungChartplatzierungen (Jahr, Titel, Album, Platzierungen, Wochen, Auszeichnungen, Anmerkungen) | Höchstplatzierung, Gesamtwochen, AuszeichnungChartplatzierungen (Jahr, Titel, Album, Platzierungen, Wochen, Auszeichnungen, Anmerkungen) | Anmerkungen                                                                |
| Jahr | Titel Album                              | DE | CH | UK | US | Anmerkungen                                                                |
| --- | ---------------------------------------- | --- | --- | --- | --- | -------------------------------------------------------------------------- |
| 2017 | Get It Together More Life                | DE67 (2 Wo.)DE | — | UK24 Platin · (7 Wo.)UK | US45 (2 Wo.)US | Erstveröffentlichung: 23. März 2017 Drake feat. Jorja Smith & Black Coffee |
| 2019 | Loose Ends Not Waving, but Drowning      | — | — | UK62 Silber · (3 Wo.)UK | — | Erstveröffentlichung: 21. Februar 2019 mit Loyle Carner                    |
| 2025 | Crush –                                  | — | — | UK23 (10 Wo.)UK | — | Erstveröffentlichung: 12. Februar 2025 AJ Tracey feat. Jorja Smith         |
| Folgende Lieder erschienen nicht als Single, wurden aber durch das Album zum Download und Streaming bereitgestellt und konnten somit eine Platzierung erlangen: |                                          | | | | |                                                                            |
| |                                          | | | | |                                                                            |
| 2024 | In the Night Bando Stone & the New World | — | — | UK98 (1 Wo.)UK | — | Charteinstieg: 1. August 2024 Childish Gambino feat. Jorja Smith & Amaarae |

Weitere Gastbeiträge
- 2019: Slow Down (Maverick Sabre feat. Jorja Smith, UK: Gold)
- 2019: Gum Body (Burna Boy feat. Jorja Smith, UK: Silber)

## Auszeichnungen für Musikverkäufe
| Silberne Schallplatte - Vereinigtes Königreich - 2023: für das Lied Goodbyes Goldene Schallplatte - Australien - 2022: für die Single Blue Lights - Brasilien - 2024: für die Single I Am - Dänemark - 2022: für das Album Lost & Found - 2024: für die Single Be Honest - Kanada - 2020: für die Single Be Honest - 2023: für die Single Gum Body - 2023: für die Single Tyrant - Neuseeland - 2021: für das Album Lost & Found - Portugal - 2020: für das Lied Get It Together | Platin-Schallplatte - Australien - 2022: für die Single On My Mind - 2023: für die Single Be Honest - 2024: für das Lied Get It Together - Frankreich - 2022: für die Single Blue Lights - 2022: für das Album Lost & Found - 2025: für die Single Come Over (Remix) Diamantene Schallplatte - Frankreich - 2022: für die Single Be Honest 2× Diamantene Schallplatte - Brasilien - 2021: für die Single Slow Down |

Anmerkung: Auszeichnungen in Ländern aus den Charttabellen bzw. Chartboxen sind in ebendiesen zu finden.
| Land/RegionAuszeichnungen für Musikverkäufe (Land/Region, Auszeichnungen, Verkäufe, Quellen) | Silber     | Gold       | Platin       | Diamant     | Verkäufe  | Quellen                 |
| -------------------------------------------------------------------------------------------- | ---------- | ---------- | ------------ | ----------- | --------- | ----------------------- |
| Australien (ARIA)                                                                            | —          | Gold1      | 3× Platin3   | —           | 245.000   | aria.com.au             |
| Brasilien (PMB)                                                                              | —          | Gold1      | —            | 2× Diamant2 | 340.000   | pro-musicabr.org.br BR2 |
| Dänemark (IFPI)                                                                              | —          | 2× Gold2   | —            | —           | 55.000    | ifpi.dk                 |
| Frankreich (SNEP)                                                                            | —          | —          | 3× Platin3   | Diamant1    | 833.333   | snepmusique.com         |
| Kanada (MC)                                                                                  | —          | 3× Gold3   | —            | —           | 120.000   | musiccanada.com         |
| Neuseeland (RMNZ)                                                                            | —          | Gold1      | —            | —           | 7.500     | radioscope.co.nz        |
| Portugal (AFP)                                                                               | —          | Gold1      | —            | —           | 5.000     | Einzelnachweise         |
| Vereinigte Staaten (RIAA)                                                                    | —          | 3× Gold3   | —            | —           | 1.500.000 | riaa.com                |
| Vereinigtes Königreich (BPI)                                                                 | 9× Silber9 | 4× Gold4   | 5× Platin5   | —           | 6.100.000 | bpi.co.uk               |
| Insgesamt                                                                                    | 9× Silber9 | 16× Gold16 | 11× Platin11 | 3× Diamant3 |           |                         |